# Kurt Harz
Kurt Harz, né le 22 mars 1915 à Munich et mort le 20 septembre 1996 à Rothenburg ob der Tauber, est un entomologiste allemand.

## Biographie
Atteint par la poliomyélite à l'âge de cinq ans il en garde une paralysie et se déplace en fauteuil roulant.
Il a un fils de sa première femme, devient veuf en 1953, se remarie en 1955 et a un autre fils de sa seconde épouse.
Il commence très jeune en autodidacte l'étude des plantes et l'élevage des insectes. En 1938 il travaille comme secrétaire et conservateur.
En 1963 il fonde le centre allemand d'étude sur la migration des papillons qui couvre toute l'Europe Centrale.

## Travaux et publications
Il a publié plus de 200 articles sur les insectes.

## Décorations
En 1959 il est décoré de la médaille Fabricius.
Il est fait docteur honoris causa de la faculté de Munich en 1982.

## Remarque
Il ne doit pas être confondu avec le botaniste Kurt Harz (1858-1939).